# Російська імперія на Олімпійських іграх
Російська імперія брала участь в Олімпійському русі майже від початків його створення.
Першу спробу заснувати національне олімпійське об'єднання зробив генерал українського походження Олексій Бутовський. 1892 року, під час відрядження до Франції, він познайомився з молодим вченим і ентузіастом спорту П'єром де Кубертеном. Барон запропонував генералу стати членом МОК для Росії, на що отримав від нього 11 липня 1894 письмову згоду. Але менш ніж через рік Олексій Бутовський, енергійно взявся за створення національного олімпійського комітету, зізнався Кубертену: "... в Росії до проблеми фізичного виховання ставляться з великою часткою байдужості. Наша преса взагалі не зацікавлена в тому, щоб висвітлювати питання фізичного виховання .. . Тим не менше, я не відмовився від надії утворити комітет на підтримку Олімпійських ігор "(лист від 16 лютого 1895 р.). 
Другу спробу заснувати російську олімпійську організацію почав киянин Микола Ріттер, сподвижник генерала Бутовського. Ним був створений проєкт установи такого комітету. Але відомство графа Долянова відповіло Ріттеру, що в міністерстві освіти проєкт визнано "розбіжним із загальновстановленими принципами урядових установ". 
Третю спробу об'єднати спортсменів в ім'я участі Росії в Олімпійських іграх зробив відомий діяч столиці Олексій Лебедєв. За його ініціативою в Петербурзі 27 жовтня 1897 представники десяти спорттовариства обговорювали проблему участі російських спортсменів в Паризькій Олімпіаді 1900 року.
Представники Російської імперії могли не поїхати і на Ігри 1908 року. Ідея поїхати до Лондона була схвалена лише тому, що вона проходила саме у Великій Британії. В будь-яку іншу країну делегація імперії не поїхала б. А англійцям треба було висловити свою повагу, тому, попри відсутність в Росії Національного олімпійського комітету, утворилася ініціативна група, яка вирішила послати до Лондона групу в індивідуальному порядку. Все вирішувалось в останню мить, тому на Ігри поїхали не найсильніші спортсмени країни, а ті, які мешкали в Петербурзі та його околицях. 
В березні 1911 року в будинку суспільства порятунку на водах вдалася остання спроба створити довгоочікувану олімпійську організацію. Головуючих пост зайняв 63-річний дійсний статський радник В'ячеслав Срезневський. Комітет попросив найяснішого заступництва у Його Імператорської Високості Великого князя Миколи Миколайовича. 
17 травня 1912 Рада Міністрів Російської імперії дала дозвіл міністру внутрішніх справ затвердити статут Російського олімпійського Комітету. При розгляді проєкту статуту м російському МВС виникли політичні складнощі у зв'язку з участю в Олімпійських іграх фінських спортсменів. Так як Фінляндія входила до складу імперії як Велике князівство Фінляндське. А в столиці князівства, Гельсингфорсе, розміщувався з травня 1907 свій Національний олімпійський комітет, який очолював барон Ренхельд фон Віллебрандта, член МОК. 
На Олімпіаду 1912 численну команду направила до Стокгольма Росія - 178 осіб, які виступали майже у всіх номерах програми. 
Російська імперія брала участь у наступних Олімпійських іграх:
- Російська імперія на літніх Олімпійських іграх 1896
- Російська імперія на літніх Олімпійських іграх 1900
- Російська імперія на літніх Олімпійських іграх 1908
- Російська імперія на літніх Олімпійських іграх 1912

Фінляндія, яка входила до складу Російської імперії, виступала окремою збірною на олімпіадах:
- Позачергові Олімпійські ігри 1906
- Фінляндія на літніх Олімпійських іграх 1908
- Фінляндія на літніх Олімпійських іграх 1912

Також представники еміграції вже неіснуючої Російської імперії брали участь окремою делегацією в Літніх іграх 1924 року в Парижі. До делегації входили княгиня Марія Нігерадзе, Олександр Яковлев та князь Сергій Юрійович.

## Українці на Олімпійських іграх (1896-1912)
Оскільки на перших Олімпіадах була можливість взяти участь у змаганнях не тільки в складі офіційних делегацій від держав, але й індивідуальному порядку, то українські спортсмени хотіли взяти участь в Іграх починаючи з першої Олімпіади в Афінах. 
Український спортивний діяч часів Російської імперії Олексій Бутовський був одним із засновників та членів Міжнародного Олімпійського Комітету. Він стояв біля джерел сучасних Олімпійських ігор, сучасного олімпійського руху, був першим членом МОК від Російської Імперії (1894-1900), активним учасником Першої олімпіади в Афінах. Інший вихідець з України Микола Ріттер у березні 1896 року їде до Греції і подає заявку до секретаріату Олімпіади на участь у змаганнях з греко-романської (римської) боротьби, стрільби з карабіна і фехтування на рапірах. Він брав участь у кваліфікаційних змаганнях, проте пізніше відмовився від подальшої участі.
Також відомо, що кілька одеських спортсменів вирушили на Олімпіаду до Греції, але грошей у них вистачило лише до Константинополя, після чого вони повернулися додому.
1900 року на ІІ Олімпійських іграх в Парижі брав участь фехтувальник з України Петро Заковорот та зайняв сьоме місце у фіналі змагань з шаблі. Також у складі Олімпійського журі були генерал M. Kowanko (можливо А. М. Кованько) та Адам Богатський (Adam de Bogatski) капітан драгунів Волинського лейб-гвардійського полку.
На іграх 1904 та 1906 спортсмени з України участі не брали.
На іграх 1908 року була невелика делегація від Російської імперії в яку увійшли спортсмени з Санкт-Петербурга та околиць.
На Олімпіаду 1912 року поїхала численна делегація від Російської імперії, в тому числі й спортсмени-вихідці з України. Зокрема, срібні медалі завоювали Микола Мельницький та Георгій Пантелеймонов. А в різних видах змагань брали участь Борис Бєлінський, Сергій Загорський,  Олександр Родзянко, Олександр Тілло, Григорій Шестеріков, футболіст Володимир Власенко та інші.